# Вільгельм де Варенн, 2-й граф Суррей
Вільгельм де Варенн (англ. William de Warenne; †1138) — англонормандський аристократ з роду де Варенн, 2-й граф Суррей  (з 1088 р.), соратник англійського короля Генріха I.

## Біографія
Вільгельм був сином Вільгельма де Варенна, 1-го графа Суррея, одного з найактивніших учасників нормандського завоювання Англії, і Гундреди, яка раніше вважалася дочкою короля Вільгельма Завойовника (в даний час ця версія відкинута). Сім'я Варенн вважалася однією з найзнатніших в англонормандській монархії, а після смерті свого батька в 1088 р. Вільгельм успадкував, крім графського титулу великі земельні володіння в Верхній Нормандії, Норфолку, Йоркширі, Суссексі та інших областях Англії. Близько 1093 р. Вільгельм де Варенн спробував одружитися з Матільдою Шотландською, дочкою Малькольма III, короля Шотландії, і правнучки англосаксонського короля Едмунда Залізнобокого. Проте Матільда відмовилася від шлюбу з Варенном, а трохи пізніше вийшла заміж за Генріха I, короля Англії.
Коли в 1101 р. в Англії спалахнув заколот баронів проти короля Генріха I, Вільгельм де Варенн став одним з керівників повстання. Він брав участь у вторгненні нормандського герцога Роберт ІІІ до Англії, а після поразки заколоту був змушений емігрувати з країни, втративши свої англійські володіння і титули. Прибувши до Нормандії, Варенн звинуватив герцога в недостатній активності під час повстання 1101 року, що призвело до конфіскації значної частини нормандських земель сім'ї. У 1103 р., після примирення Генріха I і Роберта ІІІ, англійський король пробачив Вільгельма де Варенна і повернув йому титул графа Суррея і його земельні володіння. Надалі Вільгельм залишався вірним королю Генріху протягом всього його правління, а в 1106 р. командував одним з англійських загонів під час битві при Таншбре, в результаті якої Нормандія була завойована Англією. У 1110 р. Генріх I передав Варенну частину земель у Верхній Нормандії, конфіскованих у прихильників Вільгельма Клітона, в результаті чого Варенн став одним з найбільших землевласників і опорою короля в цьому регіоні.
Становище Вільгельма де Варенна при дворі короля Англії було досить міцним, що дозволяло йому претендувати на шлюб з однією з численних побічних дочок Генріха I. Однак архієпископ Ансельм заборонив цей союз, посилаючись на близьке споріднення Варенна і короля. Проте в 1118 р. Вільгельму вдалося знайти собі дружину королівської крові: він поєднався шлюбом з Елізабет де Вермандуа, дочкою Гуго Великого, графа Вермандуа і внучкою французького короля Генріха I. Елізабет до того часу залишилася вдовою після смерті свого першого чоловіка Роберта де Бомона, 1-го графа Лестера. За легендою, любовні відносини Елізабет і Вільгельма де Варенн почалися задовго до їхнього шлюбу, а коли це стало відомо, Роберт де Бомон помер від приниження.
У 1119 р. Вільгельм де Варенн брав участь в битві при Бремюле, в якому англійські війська завдали поразки французькому королю Людовіку VI, а в 1135 р. він був присутній біля ліжка вмираючого короля Генріха I.

## Діти
Від шлюбу зЕлізабет де Вермандуа Вільгельм де Варенн мав п'ятьох дітей:
- Вільгельм де Варенн, 3-й граф Суррей (пом. 1148);
- Реджинальд де Варенн, спадкоємець нормандських володінь сім'ї;
- Ральф де Варенн;
- Гундрада де Варенн, одружена першим шлюбом за Роджером де Бомон, графом Уорік, другим шлюбом за Вільгельмом, лордом Кендале;
- Ада де Варенн (пом. 1178), одружена з Генріхом Шотландським, 3-м графом Хантінгдоні